# Destino Broadway
Broadway Bound  (en español Destino Broadway), es una obra de teatro escrita por Neil Simon. La obra tiene un carácter marcadamente autobiográfico.
Se estrenó por primera vez en Broadway el 4 de diciembre de 1986 y permaneció en cartel hasta el 25 de septiembre de 1988. Fue protagonizada por Jason Alexander, Linda Lavin y Jonathan Silverman. 
En España se estrenó en 1996 bajo la dirección de Ángel García Moreno y protagonizada, entre otros, por Amparo Baró, Luis Prendes, Pedro Civera, Isabel Mestres, Miguel Hermoso, Miguel Molina.

## Argumento
Eugene y su hermano mayor Stanley, intentan mejorar las relaciones con sus padres, al tiempo que comienzan a colaborar en la radio con pequeños números cómicos, y el camino hacia Broadway está abierto. En torno a ellos, la familia vuelve a aparecer como siempre. Una familia media norteamericana con tres generaciones encarna las tensiones vividas durante la Segunda Guerra Mundial.
Destino Brodway es la última parte de la trilogía (Brighton Beach Memoirs y Biloxi Blues) sobre la familia de uno de los autores norteamericanos más populares y rentables, Neil Simon.